# Andy Roddick
Andrew Stephen Roddick (30. srpna 1982 Omaha, Nebraska) je bývalý americký profesionální tenista. V roce 2003 zvítězil na US Open a rok zakončil na 1. místě žebříčku ATP, kde vydržel celkem 13 týdnů. Je trojnásobným finalistou Wimbledonu, ve kterém vždy podlehl Rogeru Federerovi.
V roce 2006 si prošel krizí, když vypadl ze světové desítky. Po Wimbledonu začal spolupracovat s bývalým tenistou Jimmy Connorsem. Jeho výkonnost stoupla a na posledním grandslamu sezony postoupil do finále, kde nestačil na Rogera Federera.
Je hráčem s tvrdým servisem a silným forhendem. Držel prvenství v rychlosti podání v profesionálním tenise (250 km/h). které překonal Chorvat Ivo Karlovič (255 km/h).[zdroj?]
V den svých třicátých narozenin oznámil ukončení kariéry na právě probíhajícím US Open 2012, kde vypadl ve 4. kole s Del Potrem.
Jeho manželkou je americká modelka Brooklyn Deckerová.

## Finále na Grand Slamu

### Mužská dvouhra: 4 (1–3)
| Stav      | rok  | turnaj    | povrch | soupeř ve finále    | výsledek                            |
| --------- | ---- | --------- | ------ | ------------------- | ----------------------------------- |
| Vítěz     | 2003 | US Open   | tvrdý  | Juan Carlos Ferrero | 6–3, 7–6(7–2), 6–3                  |
| Finalista | 2004 | Wimbledon | tráva  | Roger Federer       | 6–4, 5–7, 6–7(3–7), 4–6             |
| Finalista | 2005 | Wimbledon | tráva  | Roger Federer       | 2–6, 6–7(2–7), 4–6                  |
| Finalista | 2006 | US Open   | tvrdý  | Roger Federer       | 2–6, 6–4, 5–7, 1–6                  |
| Finalista | 2009 | Wimbledon | tráva  | Roger Federer       | 7–5, 6–7(6–8), 6–7(5–7), 6–3, 14–16 |

## Finálové účasti na turnajích ATP Tour

### Dvouhra: 52 (32–20)

#### Vítěz (32)

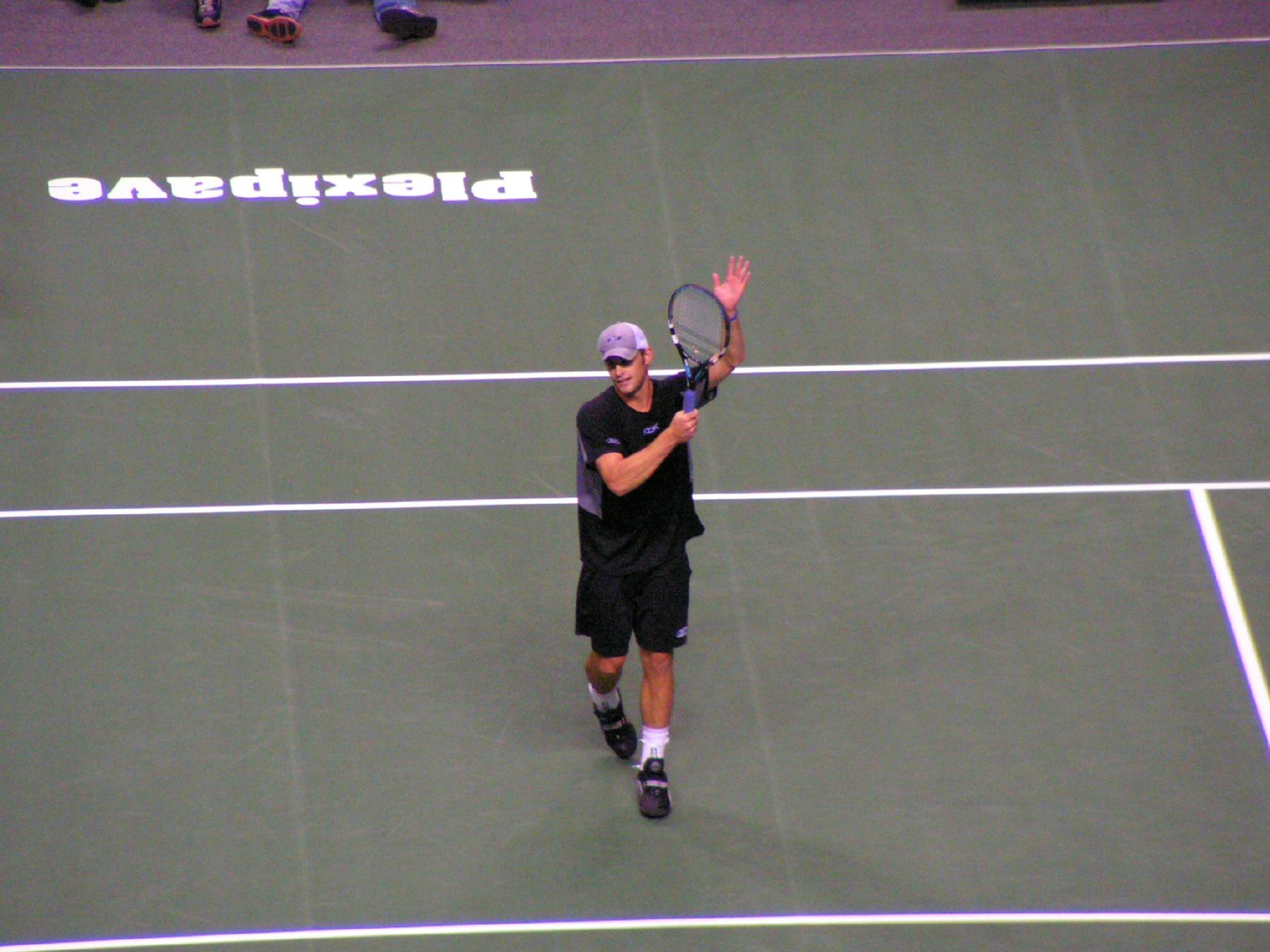
Andy Roddick SAP Open 2005

| Legenda                                                       |
| Grand Slam (1)                                                |
| Tennis Masters Cup / ATP World Tour Finals (0)                |
| ATP Masters Series / ATP World Tour Masters 1000 (5)          |
| ATP International Series Gold / ATP World Tour 500 Series (6) |
| ATP International Series / ATP World Tour 250 Series (20)     |

| Tituly dle povrchu |
| Tvrdý (21)         |
| Antuka (5)         |
| Tráva (5)          |
| Koberec (1)        |

| Č.  | Datum             | Turnaj                         | Povrch      | Soupeř ve finále    | Výsledek               |
| 1.  | 29. duben 2001    | Atlanta, USA                   | antuka      | Xavier Malisse      | 6-2, 6-4               |
| 2.  | 5. květen 2001    | Houston, USA (1)               | antuka      | Hyung-taik Lee      | 7-5, 6-3               |
| 3.  | 19. srpen 2001    | Washington, D.C., USA (1)      | tvrdý       | Sjeng Schalken      | 6-2, 6-3               |
| 4.  | 23. únor 2002     | Memphis, USA                   | tvrdý (h)   | James Blake         | 6-4, 3-6, 7-5          |
| 5.  | 27. duben 2002    | Houston, USA (2)               | antuka      | Pete Sampras        | 7-6(9), 6-3            |
| 6.  | 24. květen 2003   | St. Pölten, Rakousko           | antuka      | Nikolaj Davyděnko   | 6-3, 6-2               |
| 7.  | 15. červen 2003   | Londýn, Velká Británie (1)     | tráva       | Sébastien Grosjean  | 6-3, 6-3               |
| 8.  | 27. červenec 2003 | Indianapolis, USA (1)          | tvrdý       | Paradorn Srichaphan | 7-6(2), 6-4            |
| 9.  | 10. srpen 2003    | Montreal, Kanada               | tvrdý       | David Nalbandian    | 6-1, 6-3               |
| 10. | 17. srpen 2003    | Cincinnati, USA (1)            | tvrdý       | Mardy Fish          | 4-6, 7-6(3), 7-6(4)    |
| 11. | 7. září 2003      | US Open, USA                   | tvrdý       | Juan Carlos Ferrero | 6-3, 7-6(2), 6-3       |
| 12. | 15. únor 2004     | San José, USA (1)              | tvrdý (h)   | Mardy Fish          | 7-6(13), 6-4           |
| 13. | 4. duben 2004     | Miami, USA                     | tvrdý       | Guillermo Coria     | 6-7(2), 6-3, 6-1 skreč |
| 14. | 13. červen 2004   | Londýn, Velká Británie (2)     | tráva       | Sébastien Grosjean  | 7-6(4), 6-4            |
| 15. | 25. červenec 2004 | Indianapolis, USA (2)          | tvrdý       | Nicolas Kiefer      | 6-2, 6-3               |
| 16. | 13. únor 2005     | San José, USA (2)              | tvrdý (h)   | Cyril Saulnier      | 6-0, 6-4               |
| 17. | 24. duben 2005    | Houston, USA (3)               | antuka      | Sébastien Grosjean  | 6-2, 6-2               |
| 18. | 12. červen 2005   | Londýn, Velká Británie (3)     | tráva       | Ivo Karlović        | 7-6(7), 7-6(4)         |
| 19. | 7. srpen 2005     | Washington, USA (2)            | tvrdý       | James Blake         | 7-5, 6-3               |
| 20. | 30. říjen 2005    | Lyon, Francie                  | koberec (h) | Gaël Monfils        | 6-3, 6-2               |
| 21. | 20. srpen 2006    | Cincinnati, USA (2)            | tvrdý       | Juan Carlos Ferrero | 6-3, 6-4               |
| 22. | 17. červen 2007   | Londýn, Velká Británie (4)     | tráva       | Nicolas Mahut       | 4-6, 7-6(7), 7-6(2)    |
| 23. | 5. srpen 2007     | Washington, D.C., USA (3)      | tvrdý       | John Isner          | 6-4, 7-6(4)            |
| 24. | 24. únor 2008     | San José, USA (3)              | tvrdý (h)   | Radek Štěpánek      | 6-4, 7-5               |
| 25. | 8. březen 2008    | Dubaj, Spojené arabské emiráty | tvrdý       | Feliciano López     | 6-7(8), 6-4, 6-2       |
| 26. | 28. září 2008     | Peking, Čína                   | tvrdý       | Dudi Sela           | 6-4, 6-7(6), 6-3       |
| 27. | 22. únor 2009     | Memphis, USA (2)               | tvrdý (h)   | Radek Štěpánek      | 7-5, 7-5               |
| 28. | 10. leden 2010    | Brisbane, Austrálie            | tvrdý       | Radek Štěpánek      | 7-6(2), 7-6(7)         |
| 29. | 4. duben 2010     | Miami, USA (2)                 | tvrdý       | Tomáš Berdych       | 7-5, 6-4               |
| 30. | 20. únor 2011     | Memphis, USA                   | tvrdý (h)   | Milos Raonic        | 6-4, 3-6, 7-5          |
| 31. | 24. červen 2012   | Eastbourne, Velká Británie     | tráva       | Andreas Seppi       | 6-3, 6-2               |
| 32. | 22. červenec 2012 | Atlanta, USA (2)               | tvrdý       | Gilles Müller       | 1-6, 7-6(2), 6-2       |

#### Finalista (20)
| Legenda                                                       |
| Grand Slam (4)                                                |
| Tennis Masters Cup / ATP World Tour Finals (0)                |
| ATP Masters Series / ATP World Tour Masters 1000 (4)          |
| ATP International Series Gold / ATP World Tour 500 Series (3) |
| ATP International Series / ATP World Tour 250 Series (8)      |

| Finále dle povrchu |
| Tvrdý (14)         |
| Antuka (2)         |
| Tráva (3)          |
| Koberec (0)        |

| Č.  | Datum             | Turnaj                    | Povrch    | Vítěz                 | Výsledek                        |
| 1.  | 10. březen 2002   | Delray Beach, USA         | tvrdý     | Davide Sanguinetti    | 6-4, 4-6, 6-4                   |
| 2.  | 4. srpen 2002     | Montreal, Kanada          | tvrdý     | Guillermo Cañas       | 6-4, 7-5                        |
| 3.  | 23. únor 2003     | Memphis, USA              | tvrdý (h) | Taylor Dent           | 6-1, 6-4                        |
| 4.  | 27. duben 2003    | Houston, USA              | antuka    | Andre Agassi          | 3-6, 6-3, 6-4                   |
| 5.  | 18. duben 2004    | Houston, USA              | antuka    | Tommy Haas            | 6-3, 6-4                        |
| 6.  | 4. červenec 2004  | Wimbledon, Velká Británie | tráva     | Roger Federer         | 4-6, 7-5, 7-6(3), 6-4           |
| 7.  | 1. srpen 2004     | Montreal, Kanada          | tvrdý     | Roger Federer         | 7-5, 6-3                        |
| 8.  | 3. říjen 2004     | Bangkok, Thajsko          | tvrdý (h) | Roger Federer         | 6-4, 6-0                        |
| 9.  | 3. červenec 2005  | Wimbledon, Velká Británie | tráva     | Roger Federer         | 6-2, 7-6(2), 6-4                |
| 10. | 21. srpen 2005    | Cincinnati, USA           | tvrdý     | Roger Federer         | 6-3, 7-5                        |
| 11. | 23. červenec 2006 | Indianapolis, USA         | tvrdý     | James Blake           | 4-6, 6-4, 7-6(5)                |
| 12. | 10. září 2006     | US Open, USA              | tvrdý     | Roger Federer         | 6-2, 4-6, 7-5, 6-1              |
| 13. | 25. únor 2007     | Memphis, USA              | tvrdý (h) | Tommy Haas            | 6-3, 6-2                        |
| 14. | 10. srpen 2008    | Los Angeles, USA          | tvrdý     | Juan Martín del Potro | 6-1, 7-6(2)                     |
| 15. | 10. leden 2009    | Dauhá, Katar              | tvrdý     | Andy Murray           | 6-4, 6-2                        |
| 16. | 5. červenec 2009  | Wimbledon, Velká Británie | tráva     | Roger Federer         | 7-5, 6-7(6), 6-7(5), 6-3, 14-16 |
| 17. | 9. srpen 2009     | Washington, USA           | tvrdý     | Juan Martín del Potro | 3-6, 7-5, 7-6(6)                |
| 18. | 14. únor 2010     | San José, USA             | tvrdý (h) | Fernando Verdasco     | 3-6, 6-4, 6-4                   |
| 19. | 21. březen 2010   | Indian Wells, USA         | tvrdý     | Ivan Ljubičić         | 7-6(3), 7-6(5)                  |
| 20. | 9. leden 2011     | Brisbane, Austrálie       | tvrdý (h) | Robin Söderling       | 6-3, 7-5                        |

### Čtyřhra: 8 (4–4)

#### Vítěz (4)
| Legenda                                                  |
| ATP Masters Series / ATP World Tour Masters 1000 (1)     |
| ATP International Series / ATP World Tour 250 Series (3) |

| Č. | Datum             | Turnaj            | Povrch | Partner             | Soupeři ve finále                  | Výsledek        |
| 1. | 11. březen 2001   | Delray Beach, USA | tvrdý  | Jan-Michael Gambill | Thomas Šimada Myles Wakefield      | 6-3, 6-4        |
| 2. | 28. duben 2002    | Houston, USA      | antuka | Mardy Fish          | Jan-Michael Gambill Graydon Oliver | 6-4, 6-4        |
| 3. | 23. červenec 2006 | Indianapolis, USA | tvrdý  | Bobby Reynolds      | Paul Goldstein Jim Thomas          | 6-4, 6-4        |
| 4. | 21. březen 2009   | Indian Wells, USA | tvrdý  | Mardy Fish          | Max Mirnyj Andy Ram                | 3-6, 6-1, 14-12 |

#### Finalista (4)
| Legenda                                                       |
| ATP Masters Series / ATP World Tour Masters 1000 (1)          |
| ATP International Series Gold / ATP World Tour 500 Series (1) |
| ATP International Series / ATP World Tour 250 Series (2)      |

| Č. | Datum             | Turnaj           | Povrch | Partner             | Vítězové               | Výsledek    |
| 1. | 29. červenec 2001 | Los Angeles, USA | tvrdý  | Jan-Michael Gambill | Bob Bryan Mike Bryan   | 7-5, 7-6(6) |
| 2. | 11. leden 2004    | Dauhá, Katar     | tvrdý  | Stefan Koubek       | Martin Damm Cyril Suk  | 6-2, 6-4    |
| 3. | 11. říjen 2009    | Peking, Čína     | tvrdý  | Mark Knowles        | Bob Bryan Mike Bryan   | 6-4, 6-2    |
| 4. | 15. květen 2011   | Řím, Itálie      | antuka | Mardy Fish          | John Isner Sam Querrey | bez boje    |

## Davisův pohár
Andy Roddick se zúčastnil 44 zápasů v Davisově poháru za tým USA s bilancí 31-11 ve dvouhře.

## Postavení na žebříčku ATP na konci sezóny

### Dvouhra
| Rok    | 2000 | 2001  | 2002  | 2003 | 2004 | 2005 | 2006 | 2007 | 2008 | 2009 | 2010 | 2011  | 2012  |
| Pořadí | 158. | ▲ 14. | ▲ 10. | ▲ 1. | ▼ 2. | ▼ 3. | ▼ 6. | ▬ 6. | ▼ 8. | ▲ 7. | ▼ 8. | ▼ 14. | ▼ 22. |

### Čtyřhra
| Rok    | 2000 | 2001   | 2002   | 2003   | 2004   | 2005   | 2006   | 2007   | 2008   | 2009  | 2010   | 2011   | 2012    |
| Pořadí | 305. | ▲ 130. | ▲ 112. | ▼ 127. | ▼ 224. | ▼ 650. | ▲ 259. | ▼ 717. | ▲ 583. | ▲ 52. | ▼ 334. | ▲ 116. | ▼ 1037. |